# Декларация на ООН за сексуалната ориентация и половата идентичност
От основаването си през 1945 г. ООН не е обсъждала въпроса за сексуалната ориентация или половата идентичност преди декември 2008 г., когато с подкрепата на Европейския съюз нидерландско-френска инициатива за официално становище е представена пред Общото събрание на ООН. Първоначално становището е замислено като резолюция, която обаче предизвиква проект за контра-резолюция от страна на Арабската лига. И двете становища остават отворени за подпис от страните-членки и никое не е официално прието от Генералната асамблея на ООН.
Предложената декларация включва осъждане на насилието, тормоза, дискриминацията, социалното изключване, стигматизацията и предразсъдъците въз основа на сексуалната ориентация и половата идентичност, които подкопават интегритета и достойнството на тези хора. Текстът осъжда убийствата и екзекуциите, мъченията, произволните арести и лишаването на хора от икономически, социални и културни права на основата на тези признаци.
С параграф 7 от декларацията, който гласи „повтаряме становището от 2006 г. пред Съвета по правата на човека, подкрепено от 54 страни, с което се иска Президентът на Съвета да осигури възможност в бъдеща, подходяща за целта сесия на Съвета за обсъждане на тези нарушения“, както и с параграф 8, който гласи „оценяваме високо вниманието към тези въпроси от страна на специалните процедури на Съвета по правата на човека и органите по хартата и ги окуражаваме да продължават да интегрират проблемите с нарушаването на човешките права на основата на сексуалната ориентация и половата идентичност със своя мандат“, се реферират принципите на Джокякарта, които предлагат подробни определения на сексуалната ориентация и половата идентичност, като документ на международното право на човешките права, макар че принципите не са пряко споменати.